# Агилар, Хосе
Хосе́ Агила́р Пульса́р (исп. José Aguilar Pulsar; 19 декабря 1959 — 4 апреля 2014, Гуантанамо, Куба) — кубинский боксёр полулёгкой весовой категории, выступал за сборную Кубы в конце 1970-х — начале 1980-х годов. Бронзовый призёр летних Олимпийских игр в Москве, обладатель серебряной и бронзовой медалей Панамериканских игр, победитель многих международных турниров и национальных первенств.

## Спортивная карьера
Первого серьёзного успеха на ринге добился в 1978 году, когда в лёгком весе выиграл первенство Кубы. Год спустя повторил это достижение в полусреднем весе, а также съездил на Панамериканские игры в Сан-Хуан, откуда привёз медаль бронзового достоинства. Благодаря череде удачных выступлений удостоился права защищать честь страны на летних Олимпийских играх 1980 года в Москве — сумел дойти здесь до стадии полуфиналов, после чего со счётом 1:4 проиграл советскому боксёру Серику Конакбаеву.
Получив бронзовую олимпийскую медаль, Агилар продолжил выходить на ринг в составе национальной сборной, принимая участие в крупнейших международных турнирах. В 1981 и 1983 годах ещё два раза завоевал звание чемпиона Кубы, кроме того, в 1983 году побывал на Панамериканских играх в Каракасе и выиграл там серебряную медаль (уже в первой средней весовой категории). Планировал поучаствовать в Олимпийских играх 1984 года в Лос-Анджелесе, однако правительство страны бойкотировало эти соревнования, вследствие чего Хосе Агилар был вынужден завершить карьеру спортсмена.
4 апреля 2014 года Хосе скончался от инсульта в городе Гуантанамо.